# Polnische Meisterschaften im Biathlon 2014
Die 47. Polnischen Biathlonmeisterschaften wurden 2014 vom 1. bis 2. März 2014 im slowakischen Osrblie in Sprint und Verfolgung ausgetragen. Im ursprünglich vorgesehenen Austragungsort Duszniki-Zdrój konnten die Meisterschaften wegen Schneemangels nicht durchgeführt werden.
Bei den Männern gewann Krzysztof Pływaczyk im Sprint seinen ersten Titel, insgesamt seinen sechsten Einzeltitel. Rekordmeisterin Magdalena Gwizdoń gewann im Sprint ihren fünften Titel und zugleich ihren 14. Einzeltitel insgesamt. Paulina Bobak gewann im Verfolgungsrennen ihren ersten nationalen Einzeltitel.

## Männer

### Sprint
| Platz | Starter                | Verein             | Schießfehler | Zeit    | Zeitdifferenz |
| ----- | ---------------------- | ------------------ | ------------ | ------- | ------------- |
| 1.    | Krzysztof Pływaczyk    | BKS WP-Kościelisko | 0+1          | 28:30,6 | -             |
| 2.    | Grzegorz Guzik         | BLKS Żywiec        | 1+0          | 29:42,5 | +1:11,9       |
| 3.    | Grzegorz Bril          | AZS AWF Katowice   | 0+1          | 30:06,4 | +1:35,8       |
| 4.    | Łukasz Szczurek        | BKS WP-Kościelisko | 0+2          | 30:57,8 | +2:27,2       |
| 5.    | Rafał Lepel            | AZS AWF Katowice   | 1+1          | 30:59,2 | +2:28,6       |
| 6.    | Grzegorz Jakubowicz    | BKS WP-Kościelisko | 0+3          | 31:11,8 | +2:41,2       |
| 7.    | Andrzej Nędza-Kubiniec | BKS WP-Kościelisko | 0+3          | 31:18,1 | +2:47,5       |
| 8.    | Adam Kwak              | BKS WP-Kościelisko | 1+2          | 31:36,1 | +3:05,5       |
| 9.    | Maciej Nędza-Kubiniec  | BKS WP-Kościelisko | 0+2          | 31:50,4 | +3:19,8       |
| 10.   | Łukasz Słonina         | AZS AWF Wrocław    | 1+1          | 31:59,8 | +3:29,2       |

Datum: 1. März 2014

### Verfolgung
| Platz | Starter                | Verein                 | Schießfehler | Zeit    | Zeitdifferenz |
| ----- | ---------------------- | ---------------------- | ------------ | ------- | ------------- |
| 1.    | Krzysztof Pływaczyk    | BKS WP-Kościelisko     | 2+0+0+1      | 44:49,7 | -             |
| 2.    | Łukasz Szczurek        | BKS WP-Kościelisko     | 0+0+1+0      | 47:16,6 | +2:26,9       |
| 3.    | Grzegorz Guzik         | BLKS Żywiec            | 3+0+1+1      | 48:15,3 | +3:25,6       |
| 4.    | Rafał Lepel            | AZS AWF Katowice       | 3+1+1+0      | 48:31,7 | +3:42,0       |
| 5.    | Grzegorz Bril          | AZS AWF Katowice       | 0+2+3+2      | 49:24,9 | +4:35,2       |
| 6.    | Grzegorz Jakubowicz    | BKS WP-Kościelisko     | 2+1+2+1      | 49:31,3 | +4:41,6       |
| 7.    | Andrzej Nędza-Kubiniec | BKS WP-Kościelisko     | 1+2+3+1      | 49:55,0 | +5:05,3       |
| 8.    | Bartłomiej Filip       | UKN Melafir Czarny Bór | 1+1+1+1      | 50:08,2 | +5:18,5       |
| 9.    | Adam Kwak              | BKS WP-Kościelisko     | 1+3+1+3      | 50:14,2 | +5:24,5       |
| 10.   | Tomasz Jakieła         | BKS WP-Kościelisko     | 2+1+4+1      | 51:14,6 | +6:24,9       |

Datum: 2. März 2014

## Frauen

### Sprint
| Platz | Starter            | Verein                      | Schießfehler | Zeit    | Zeitdifferenz |
| ----- | ------------------ | --------------------------- | ------------ | ------- | ------------- |
| 1.    | Magdalena Gwizdoń  | BLKS Żywiec                 | 0+1          | 24:10,3 | -             |
| 2.    | Krystyna Pałka     | AZS AWF Katowice            | 1+1          | 25:00,9 | +50,6         |
| 3.    | Monika Hojnisz     | UKS Lider Katowice          | 0+1          | 25:15,0 | +1:04,7       |
| 4.    | Paulina Bobak      | AZS AWF Katowice            | 1+3          | 26:24,0 | +2:13,7       |
| 5.    | Anna Mąka          | BKS WP-Kościelisko          | 1+0          | 26:54,5 | +2:44,2       |
| 6.    | Patrycja Hojnisz   | AZS AWF Katowice            | 2+3          | 27:03,3 | +2:53,0       |
| 7.    | Karolina Pitoń     | BKS WP-Kościelisko          | 2+0          | 27:47,9 | +3:37,6       |
| 8.    | Beata Lassak       | BKS WP-Kościelisko          | 0+2          | 28:13,3 | +4:03,0       |
| 9.    | Maria Bukowska     | BKS WP-Kościelisko          | 0+1          | 28:16,8 | +4:06,5       |
| 10.   | Katarzyna Wołoszyn | MKS Karkonosze Jelenia Góra | 1+1          | 29:21,5 | +5:11,2       |

Datum: 1. März 2014

### Verfolgung
| Platz | Starter            | Verein                      | Schießfehler | Zeit      | Zeitdifferenz |
| ----- | ------------------ | --------------------------- | ------------ | --------- | ------------- |
| 1.    | Paulina Bobak      | AZS AWF Katowice            | 2+1+1+0      | 48:18,3   | -             |
| 2.    | Karolina Pitoń     | BKS WP-Kościelisko          | 1+1+1+1      | 49:58,7   | +1:40,4       |
| 3.    | Anna Mąka          | BKS WP-Kościelisko          | 1+1+1+1      | 50:57,0   | +2:38,7       |
| 4.    | Patrycja Hojnisz   | AZS AWF Katowice            | 3+4+1+2      | 53:23,6   | +5:05,3       |
| 5.    | Beata Lassak       | BKS WP-Kościelisko          | 1+0+2+1      | 54:01,3   | +5:43,0       |
| 6.    | Maria Bukowska     | BKS WP-Kościelisko          | 0+1+1+0      | 55:39,4   | +7:21,1       |
| 7.    | Katarzyna Wołoszyn | MKS Karkonosze Jelenia Góra | 0+1+1+2      | 56:41,0   | +8:22,7       |
| 8.    | Kamila Buchla      | MKS Karkonosze Jelenia Góra | 3+1+1+2      | 59:48,9   | +11:30,6      |
| 9.    | Ewa Buchla         | MKS Karkonosze Jelenia Góra | 1+2+2+1      | 59:55,9   | +11:37,6      |
| 10.   | Kinga Kubicka      | UKS G – 8 Bielany           | 2+0+0+2      | 1:00:53,5 | +12:35,2      |

Datum: 2. März 2014